# Saint-Aubin (Essonne)
Saint-Aubin ist eine französische Gemeinde mit 671 Einwohnern (Stand 1. Januar 2022) im Département Essonne. Sie liegt 22 Kilometer südwestlich von Paris. Die Einwohner werden Saint-Aubinois genannt.

## Nachbargemeinden
- Villiers-le-Bâcle
- Saclay
- Gif-sur-Yvette

## Geschichte
Der Name des Ortes leitet sich vom Bischof und heiligen Albin von Angers (um 469–550) ab. 
Im 13. Jahrhundert wird die Pfarrei erstmals überliefert.

## Forschungseinrichtungen
Mit dem Synchrotron SOLEIL und der Außenstelle l’Orme des Merisiers des Centre CEA de Saclay befinden sich zwei große Forschungseinrichtungen im Ort.

## Bevölkerungsentwicklung
| Jahr      | 1968 | 1975 | 1982 | 1990 | 1999 | 2006 | 2011 |
| Einwohner | 176  | 153  | 448  | 736  | 694  | 648  | 695  |

## Sehenswürdigkeiten
- Kirche St-Aubin, erbaut im 12./13. Jahrhundert